# Ixora comptonii
Ixora comptonii är en måreväxtart som beskrevs av Spencer Le Marchant Moore. Ixora comptonii ingår i släktet Ixora och familjen måreväxter. Inga underarter finns listade i Catalogue of Life.